# Clemens Denhardt

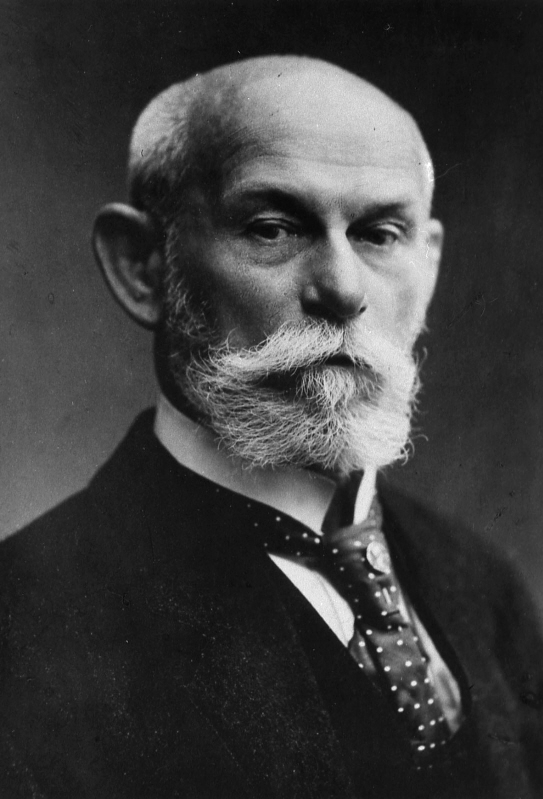
Clemens Denhardt

Clemens Andreas Denhardt (* 3. August 1852 in Zeitz; † 7. Juni 1929 in Bad Sulza) war ein deutscher Ingenieurgeograph und Afrikaforscher zur Zeit des Wettlaufs um Afrika.

## Leben

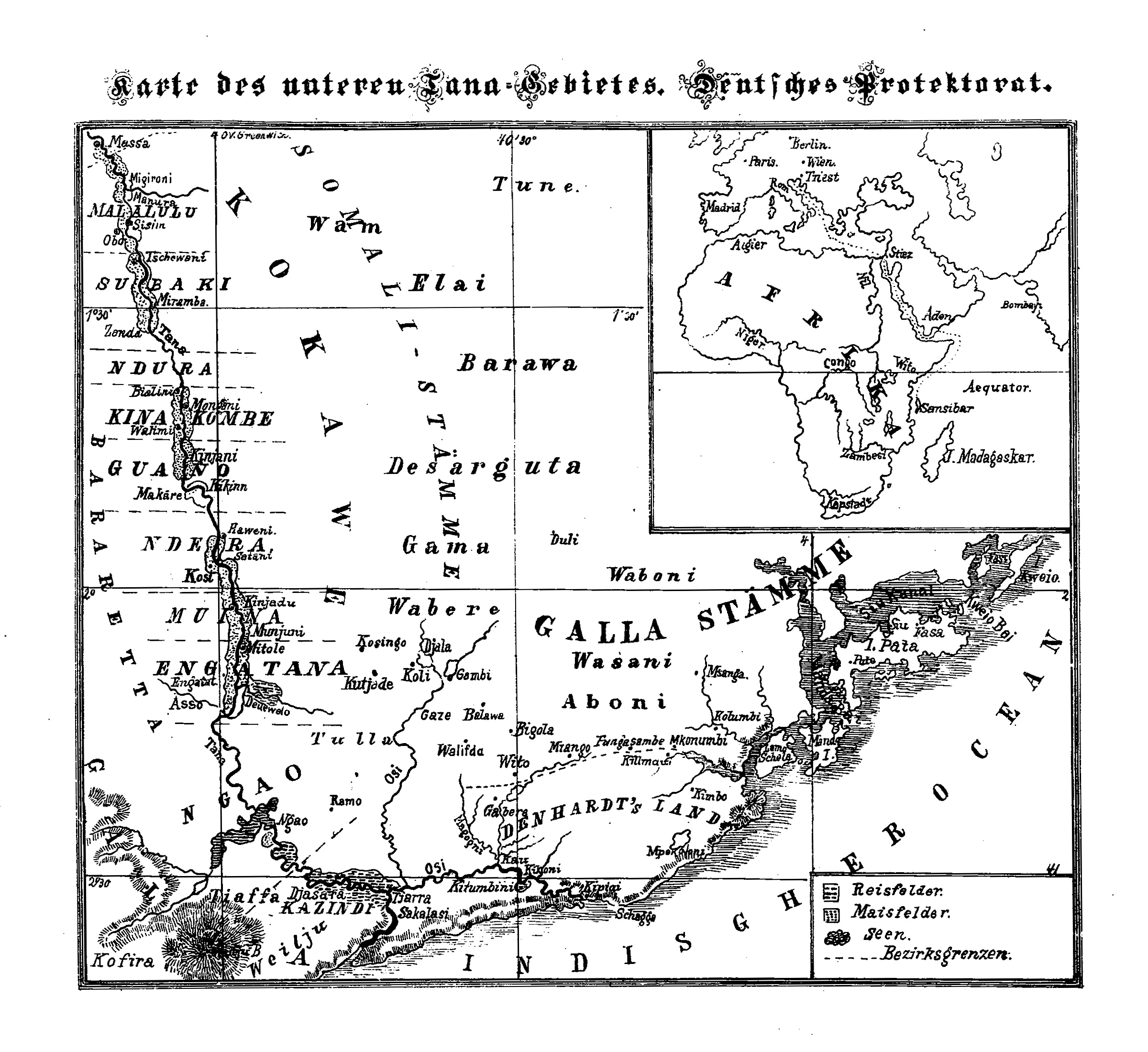
Karte des unteren Tana mit der Beschriftung Denhardt’s Land bei Witu.

Clemens Denhardt erhielt seine Ausbildung in Berlin. Er und sein jüngerer Bruder Gustav Denhardt (* 16. Juni 1856; † 17. Juli 1917) wurden durch den Afrikakenner Otto Kersten auf eine Reise in den Osten des Kontinents vorbereitet. 1877 planten sie eine Expedition, die das Gebiet zwischen Abessinien und dem Victoriasee erforschen und dem Handel erschließen sollte. Clemens und Gustav Denhardt schifften sich im Dezember 1877 nach Sansibar ein, wo sich ihnen der Arzt und Afrikaforscher Gustav Adolf Fischer wie geplant anschloss. Im Mai 1878 begannen sie die Festlandreise, die sie in die Tana-Flussregion im heutigen Kenia führte. Als sie im November 1878 die Rückreise antraten, hatten sie geodätische, geographische und zoologische Erkenntnisse gesammelt sowie Erkundigungen über das Land zwischen Mombasa und dem Victoriasee eingeholt. Dies ermöglichte die Anfertigung einer Landkarte des betreffenden Gebietes. Gustav Denhardt musste die Reise aus gesundheitlichen Gründen abbrechen. Clemens Denhardt blieb länger in Ostafrika, führte Vermessungen zwischen Mombasa und dem Pangani durch und kehrte erst 1879 nach Deutschland zurück.
Heimgekehrt nach Deutschland strengte er zusammen mit seinem Bruder Gustav die Gründung einer Gesellschaft an, deren Ziel die Errichtung einer Station an der Tana-Mündung sein sollte. Hieraus sollte eine Handelskolonie mit Anbindung an das Hinterland entstehen. Denhardt gelang es, neben Kolonialanhängern, auch liberale Politiker und Unternehmer für den Plan zu gewinnen. Im Juli 1884 wurde das Komitee für Errichtung einer Station zu wirtschaftlichen Zwecken am Tana im mittleren Ostafrika (kurz Tana-Komitee) gegründet. Im Dezember 1884 trafen die Denhardts in Sansibar ein und erreichten im Februar 1885 die Insel Lamu. Von Lamu brach Clemens Denhardt im März 1885 zu einer Expedition in das nahegelegene Witu auf. Dort bat er den Sultan der Swahili um die Schaffung eines Freundschafts- bzw. Schutzvertrags mit Deutschland, basierend auf den Vorschlägen, die er schon 18 Jahre vorher fertigte, als er den Afrikareisenden Richard Brenner bat, einen Schutzvertrag mit Preußen zu vermitteln. Obwohl der Sultan von Sansibar, Barghasch ibn Said, der sich als Souverän Witus sah, das Unternehmen missbilligte, versuchte Clemens Denhardt, eine deutsche Okkupation Witus in die Wege zu leiten. Auf Vermittlung des deutschen Generalkonsuls Gerhard Rohlfs wurde das Schutzgesuch des Swahili-Sultans, vorbehaltlich der Rechte Dritter, im Mai 1885 angenommen.
Einen Teil der Gebiete, die von Clemens Denhardt „erworben“ wurden, verkaufte dieser im Juli 1886 für 50.000 Goldmark an den Präsidenten des Deutschen Kolonialvereins, Hermann zu Hohenlohe-Langenburg. Im Dezember 1887 konstituierte sich die Deutsche Witu-Gesellschaft mit Hohenlohe-Langenburg als Vorsitzendem des Verwaltungsrates. Die Gesellschaft war jedoch der Rivalität mit der Imperial British East Africa Company nicht gewachsen und wurde durch die Deutsch-Ostafrikanische Gesellschaft übernommen.
Im Jahr 1890 machte Deutschland ein Tauschgeschäft mit Großbritannien, das als „Helgoland-Sansibar-Vertrag“ in die Geschichte einging. Den Briten wurden alle Gebietsansprüche nördlich Deutsch-Ostafrikas im heutigen Kenia übertragen. Im Gegenzug bekam Deutschland die Insel Helgoland sowie den Caprivizipfel. Als Abfindung bewilligte der deutsche Reichstag den Brüdern schließlich eine Entschädigung von 150.000 Goldmark. Die Denhardts waren jedoch nicht bereit, den damit verbundenen Verzicht auf Witu anzuerkennen, so dass die Summe nicht ausgezahlt wurde.

## Werke
Eine wichtige Arbeit von Clemens Denhardt wurde 1883 unter dem Titel Anleitung zu geographischen Arbeiten bei Forschungsreisen, in den Mitteilungen des Vereins für Erdkunde in Leipzig, veröffentlicht. Zwei Artikel mit dem Titel Erkundigungen im äquatorialen Ost-Afrika erschienen 1881 in Petermanns Geographische Mitteilungen.

## Rezeption

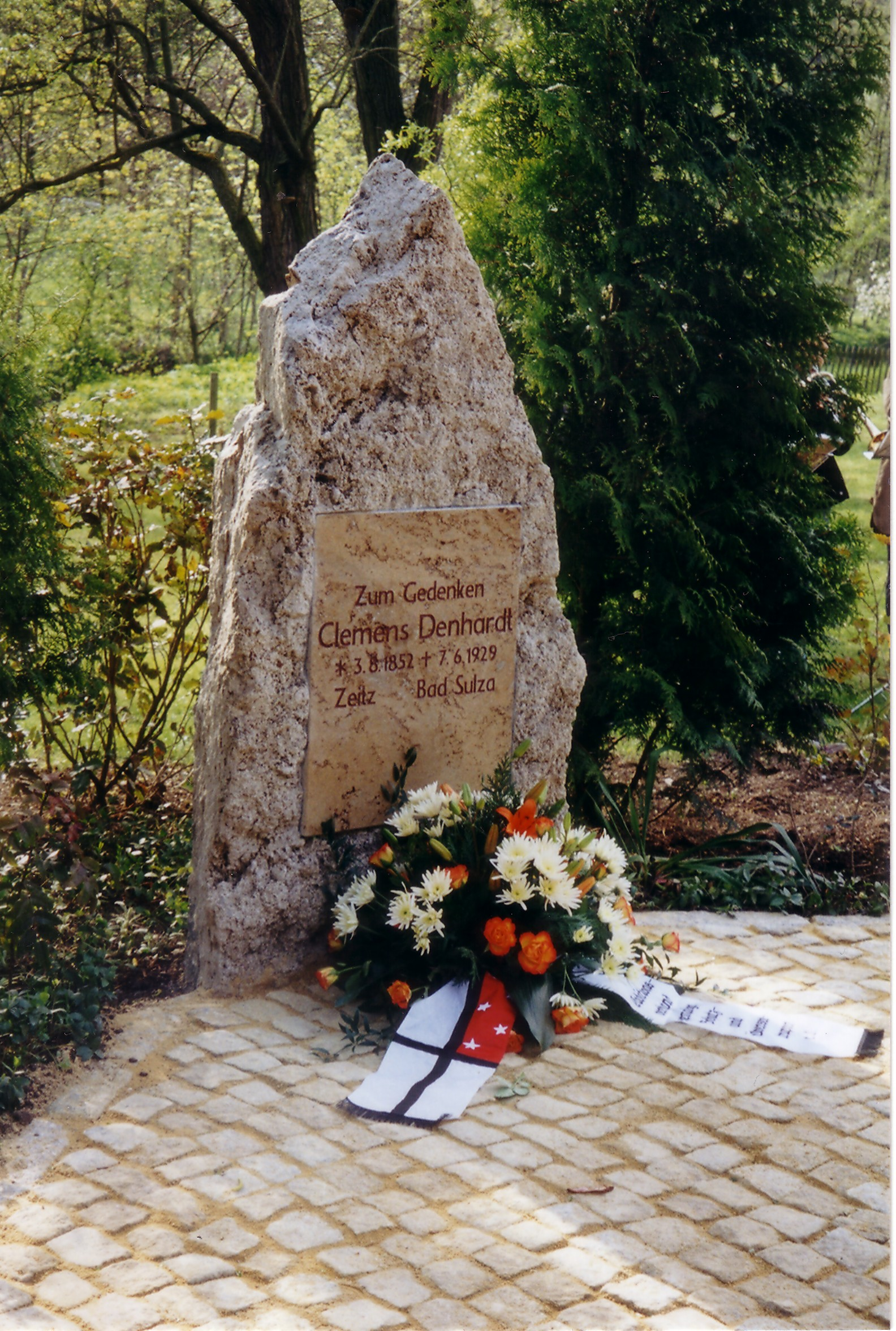
Gedenkstein in Bad Sulza (2002)

Während des Dritten Reiches wurde Denhardts Tätigkeit im Sinne der nationalsozialistischen Machthaber und NS-Kolonialpolitik instrumentalisiert. An seinem 10. Todestag wurde 1939 in Bad Sulza durch den Reichskolonialbund, durch Vertreter von Wehrmacht und SS an seinem ehemaligen Wohnhaus eine Gedenktafel eingeweiht. Die Stadt benannte eine Straße nach ihm. An seinem Grab hielten örtliche NSDAP- und HJ-Führer Ehrenwache. Ähnliches wurde noch zum 15. Todestag 1944 vollzogen.
Im Jahre 2002 enthüllte die Stadt für ihren Ehrenbürger einen neuen Gedenkstein unter Anwesenheit von Mitgliedern des Traditionsverbandes ehemaliger Schutz- und Überseetruppen, die mit der „Petersflagge“ angereist waren.